# Креолизованный текст

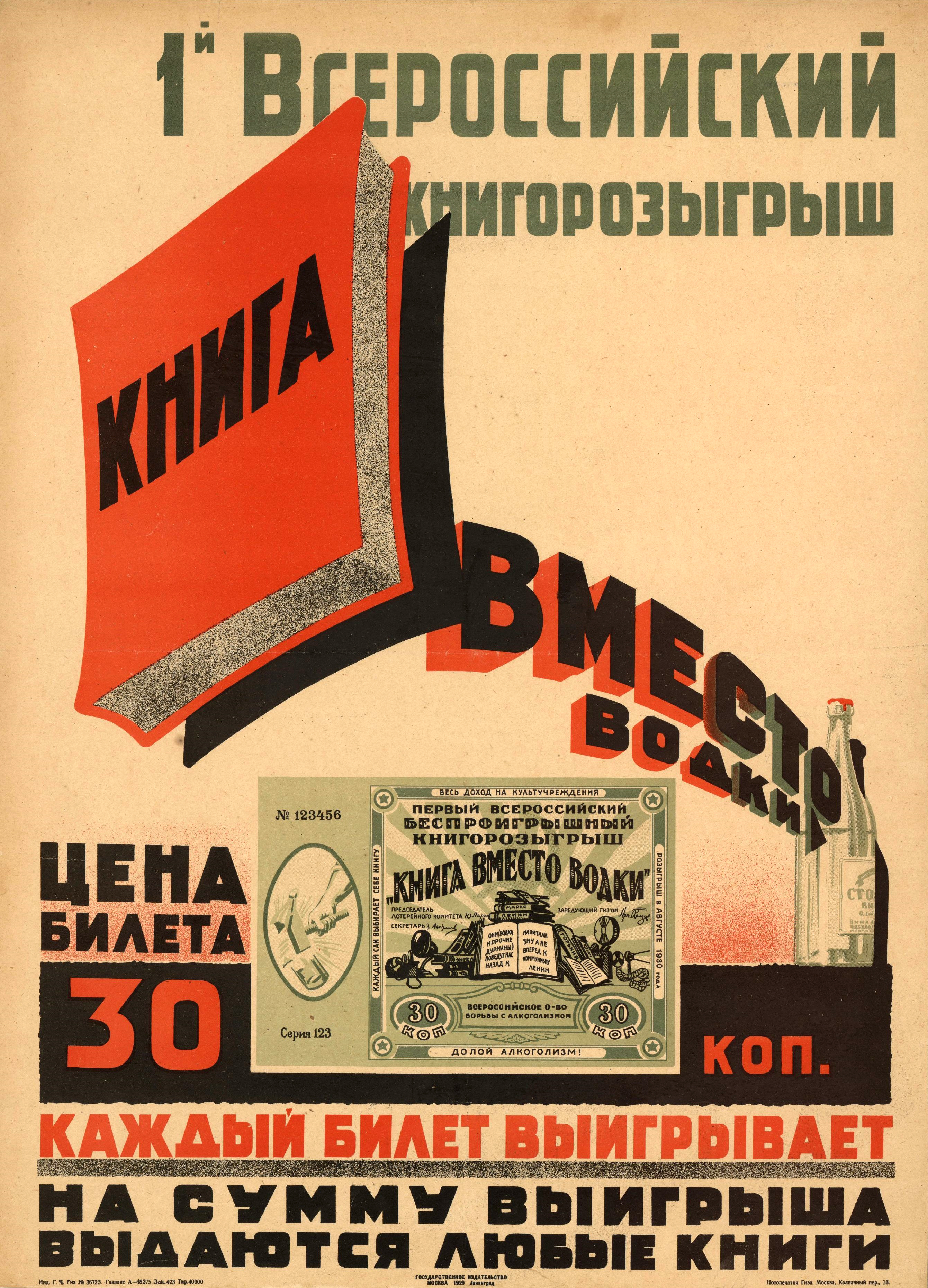
Пример креолизированного текста — рекламный плакат лотереи, содержащий заодно и социально-политическую агитацию: преодоление безграмотности и борьбу с пьянством. Неизвестный художник. СССР, 1929 год

Креолизованный текст — текст, фактура которого состоит из двух разнородных частей: вербальной (языковой/речевой) и невербальной (принадлежащей к другим знаковым системам, нежели естественный язык). Примеры креолизованных текстов — тексты рекламы, комиксы, афиши, плакаты.

## Онтологический статус креолизованных текстов
Вербальные тексты создаются с целью донесения информации адресатам. При их интерпретации не важны «технические» моменты текста: шрифт, цвет, разбитие на колонки, тип бумаги, иллюстрации и т. д. Вне зависимости от технического исполнения адресат воспринимает информацию одинаково с точки зрения содержания.
Другое дело креолизованные (и «семиотически обогащённые») тексты. В них иллюстративно-визуальный ряд имеет решающее значение в восприятии текста. От его наличия или отсутствия зависит содержательное восприятие текста. Например, если один и тот же текст набрать латинским и готическим шрифтом, их интерпретация будет различной. Так, в Германии готический шрифт зачастую ассоциируется с нацизмом, что может повлечь за собой соответствующие ассоциации при прочтении нейтрального текста.
В креолизованных текстах вербальный и визуальный компоненты состоят в неразрывной связи. При удалении одного из компонентов оставшийся компонент либо перестаёт передавать информацию, либо делает это неполноценно, либо интерпретируется иначе.
Классическим примером креолизованного текста является сказка А. де Сент-Экзюпери «Маленький принц», где вербальный текст и авторские рисунки составляют единое неделимое целое.
Концепция Московский психолингвистической школы. Представители Московской психолингвистической школы (Е.Ф. Тарасов, И.В. Вашунина, М.О. Матвеев, А.А. Нистратов) считают креолизацию неотъемлемым свойством текста. Любой текст не свободен от признаков своей формы представления, которая имеет определенное содержание и добавляет его к содержанию текста, выраженному вербально.
Креолизованный текст является синтетическим феноменом, который воспринимается комплексно, как сплав составляющих. При этом невозможно протекание обычного процесса восприятия вербального текста: он воспринимается, находясь под влиянием со стороны невербальной составляющей, что доказано в ходе многочисленных экспериментов, проводившихся с начала 2000-х годов. В ходе экспериментов были обнаружены закономерности восприятия креолизованных текстов в зависимости от характеристик вербальной и визуальной составляющих, выявлены параметры составляющих креолизованного текста, обладающих наибольшей воздействующей силой. По результатам исследований введен термин коэффициент креолизации (методика его исчисления описана в монографии), характеризующий степень «слитности» восприятия составляющих креолизованного текста.
Поскольку воздействие невербальной составляющей обычно не осознается реципиентами, креолизация текста может являться одним из средств манипуляции.

## Средства креолизации текстов

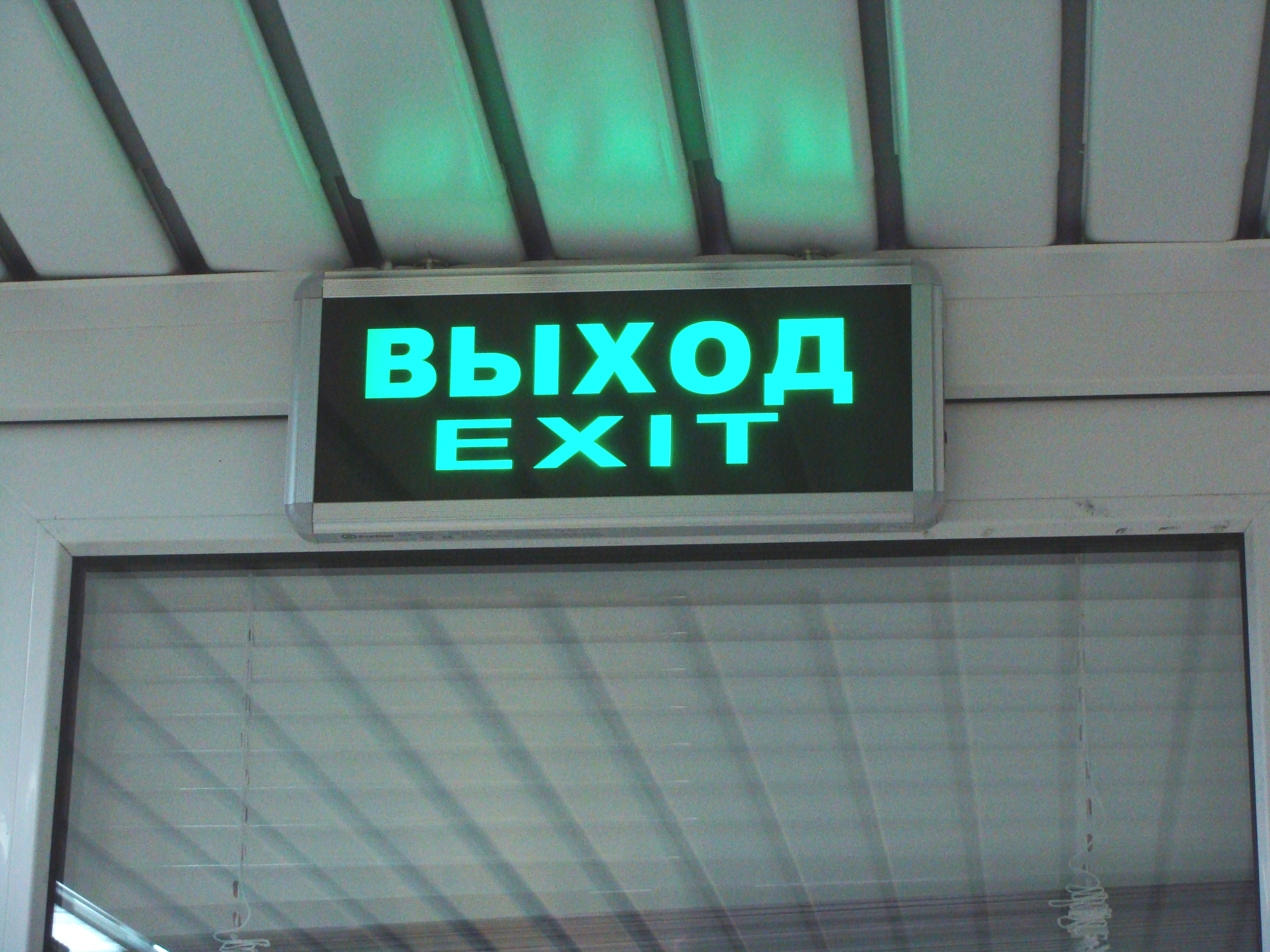
Сочетание текста с цветом, контрастным фоном и подсветкой для обозначения выхода

Креолизация — это «комбинирование средств разных семиотических систем в комплексе, отвечающем условию текстуальности».
К средствам креолизации вербальных текстов относятся изобразительные компоненты, соседствующие с вербальными и оказывающие существенное влияние на интерпретацию текста, а также все технические моменты оформления текста, влияющие на его смысл. Среди них следует назвать: шрифт, цвет, фон текста (цветной или иллюстрированный), средства орфографии, пунктуации и словообразования, иконические печатные символы (пиктограммы, идеограммы и т. п.), графическое оформление вербального текста (в виде фигуры, в столбик и т. п.), кернинг, интерлиньяж. Полный спектр средств креолизации ещё не выделен и не описан.

## Происхождение термина
Креолизация — это процесс впитывания ценностей другой культуры. Процесс взаимодействия нескольких этносов на одной территории неизбежно ведет к взаимодействию их национальных языков. Отсюда происходит второе, узколингвистическое значение термина: креолизация — «процесс формирования нового языка (смешанного по лексике и грамматике) в результате взаимодействия нескольких языков»», процесс, следующий за пиджинизацией. Соответственно, креолизованными (креольскими) называют языки, возникшие в результате смешения нескольких языков.
В 1990 году Ю. А. Сорокин и Е. Ф. Тарасов предложили термин «креолизованные тексты» для обозначения текстов, «фактура которых состоит из двух негомогенных частей». Таким образом, существует три понимания термина «креолизация»: «общее», «лингвистическое» и «текстуальное».

## Расхождения в терминологии
В лингвистической литературе встречается множество обозначений, авторы которых пытаются с помощью термина указать на самую суть данного типа текстов: «семиотически осложнённый», «нетрадиционный», «видео-вербальный», «составной», «поликодовый», «креолизованный» тексты, «лингвовизуальный феномен», «синкретичное сообщение», «изовербальный комплекс», «изоверб», «иконотекст» (Е. Е. Анисимова, В. М. Березин, А. А. Бернацкая, Л. С. Большиянова, Н. С. Валгина, Л. В. Головина, Г. В. Ейгер, А. Ю. Зенкова, О. Л. Каменская, В. М. Клюканов, Э. А. Лазарева, Н. В. Месхишвили, А. В. Михеев, О. В. Пойманова, А. Г. Сонин, Ю. А. Сорокин, Е. Ф. Тарасов, Р. О. Якобсон и др.).
Е. Е. Анисимова проводит градацию текстов по степени спаянности в них вербальных и невербальных компонентов: гомогенные вербальные тексты — паралингвистически активные тексты — тексты с частичной креолизацией — тексты с полной креолизацией. Данная цепочка охватывает собой все основные возможности взаимодействия вербальных и невербальных компонентов в текстах. Их все невозможно охарактеризовать одним и тем же термином. Для общей характеристики всех паралингвистически активных текстов необходимо вводить родовое определение. А. А. Бернацкая предлагает в данном случае использовать термин «поликодовый текст». Данный термин точно характеризует наличие в тексте нескольких составных частей, его можно использовать в обозначенных нами целях. Также распространён термин «семиотически осложненный текст». Данное наименование отражает взаимодействие в рассматриваемых образованиях разных знаковых систем, но частично вводит в заблуждение реципиента. Включение в вербальную структуру текста компонентов иных знаковых систем не усложняет его восприятие, а наоборот способствует более быстрому восприятию информации, в некоторых случаях (например, в рекламе) упрощает понимание текстов, обогащает возможности для их интерпретаций. Д. П. Чигаев предлагает термин «семиотически обогащенный текст» для родовой характеристики негомогенных речевых образований.
Для обозначения «текстов с полной креолизацией» в трактовке Е. Е. Анисимовой, то есть тех текстов, в которых вербальный и невербальный компоненты являются органическими частями единой монолитной композиции, предлагается более узкий, метафорический и динамический термин «креолизованный текст», введённый в науку Ю. А. Сорокиным и Е. Ф. Тарасовым и используемый в настоящее время ведущими исследователями данного феномена (Е. Е. Анисимова, Н. С. Валгина, А. А. Бернацкая, М. Б. Ворошилова и др.).

## Лингвистические категории креолизованных текстов
Для креолизованных текстов характерны те же категории, что и для «классических» гомогенных вербальных текстов. Убедительно доказано, что основными текстоформирующими свойствами креолизованных (как и обычных) текстов являются цельность и связность, проявляющиеся на различных языковых уровнях (см. указанные работы Е. Е. Анисимовой и Д. П. Чигаева). Также Е. Е. Анисимовой поднимались проблемы модальности, темпоральности, локативности, образности креолизованных текстов. Вместе с тем данный аспект креолизованных текстов только начал изучаться, систематическое описание всех категорий, присущих креолизованным текстам, на данный момент отсутствует.

## Практика использования креолизованных текстов
Письменная коммуникация началась с наскальной живописи, «изобразительной речи», то есть с общения при помощи изобразительного ряда. В дальнейшем изобразительное искусство развилось в отдельную систему, а «предписьмо» развилось в пиктографическую письменность. Далее письменная коммуникация в европейских языках через пиктограммы, идеограммы и иероглифы последовательно развивалась в сторону фонетического письма. По наблюдениям А. А. Бернацкой, «уже иероглиф стал, параллельно звуковой оболочке слова, планом выражения единого плана содержания».
Взаимодействие вербального и изобразительного рядов продолжает развиваться даже после изобретения книгопечатания. Так, во все времена большое количество книг непременно иллюстрировалось (например «библия для бедных», детская, научная литература). В начале XX века активно проводились эксперименты с визуальным оформлением вербального текста (например знаменитая «лесенка» Маяковского). Подобные эксперименты характерны и для современной постмодернистской литературы.
В наше время наиболее активно креолизованные тексты используются в рекламе, что обусловлено их широким манипулятивным потенциалом.